# Dirk Brouwer
Dirk Brouwer (* 1. September 1902 in Rotterdam; † 31. Januar 1966 in New Haven (Connecticut)) war ein niederländisch-US-amerikanischer Astronom.

## Leben
Brouwer promovierte 1927 an der Universität Leiden und arbeitete danach an der Yale University. Noch als Student bestimmte er die Masse des Saturnmonds Titan aus den Bahnstörungen anderer Saturnmonde.
Von 1941 bis 1966 war er Direktor des Yale University Observatory und Herausgeber des Astronomical Journal.
Brouwer entwickelte Methoden, um Umlaufbahnen zu bestimmen und wandte sie auf Kometen, Asteroiden und Planeten an. Als einer der ersten setzte er Computer für astronomische Berechnungen ein.

## Ehrungen und Auszeichnungen
1951 wurde Brouwer in die Königlich Niederländische Akademie der Wissenschaften sowie in die American Academy of Arts and Sciences und die National Academy of Sciences gewählt. Er erhielt 1955 die Goldmedaille der Royal Astronomical Society und wurde 1966 mit der Bruce Medal ausgezeichnet.
Nach ihm wurden ein Mondkrater und der Asteroid (1746) Brouwer benannt. Die American Astronomical Society vergibt den Brouwer Award.

## Werke
- zusammen mit Gerald Maurice Clemence: Methods of Celestial Mechanics, 1961